# Vuelta a Portugal 2014
La 76º edición de la Vuelta a Portugal tuvo lugar del 30 de julio al 10 de agosto del 2014 con un recorrido de 1.613,4 dividido en 10 etapas en línea y de un prólogo.
La carrera perteneció al UCI Europe Tour 2013-2014, dentro de la categoría 2.1.
El ganador final fue Gustavo César Veloso, quien además se hizo con la etapa contrarreloj. Le acompañaron en el podio Rui Sousa (vencedor de una etapa) y, el compañero de equipo de Gustavo César, Delio Fernández, respectivamente.
En las clasificaciones secundarias se impusieron Antonio Carvalho (montaña), Davide Vigano (puntos), David Rodrigues (jóvenes) y OFM-Quinta da Lixa (equipos).

## Equipos participantes
Tomaron parte en la carrera 16 equipos: el único equipo español de categoría Profesional Continental; 14 de categoría Continental; y la Selección de Portugal. Formando así un pelotón de 138 ciclistas, con 9 corredores cada equipo (excepto el Ecuador, Lokosphinx, Stuttgart, Selección de Portugal, Stolting y Christina Watches-Kuma que salieron con 8), de los que acabaron 116. Los equipos participantes fueron:
| Equipo                   | Cód. UCI | Categoría               |
| ------------------------ | -------- | ----------------------- |
| OFM-Quinta da Lixa       | OFM      | Continental             |
| Radio Popular-Onda       | BOA      | Continental             |
| LA Aluminios-Antarte     | LAR      | Continental             |
| Louletano-Dunas Douradas | LDD      | Continental             |
| Banco BIC-Carmim         | PRT      | Continental             |
| Efapel-Glassdrive        | EGL      | Continental             |
| Caja Rural-Seguros RGA   | CJR      | Profesional Continental |
| 4-72 Colombia            | CO4      | Continental             |
| Team Ecuador             | ECU      | Continental             |
| Burgos-BH                | BUR      | Continental             |
| Lokosphinx               | LOK      | Continental             |
| Team Stuttgart           | SGT      | Continental             |
| Selección de Portugal    |          | Selección nacional      |
| Team Ukyo                | UKO      | Continental             |
| Team Stölting            | STG      | Continental             |
| Christina Watches-Kuma   | CTO      | Continental             |

## Etapas
| Etapa   | Fecha        | Recorrido                   | km        | Ganador                | Líder                |
| Prólogo | 30 de julio  | Fafe-Fafe                   | 6,8 (CRI) | Víctor de la Parte     | Víctor de la Parte   |
| 1ª      | 31 de julio  | Lousada-Maia                | 183,5     | Phil Bauhaus           | Víctor de la Parte   |
| 2ª      | 1 de agosto  | Gondomar-Braga              | 171,8     | Davide Vigano          | Víctor de la Parte   |
| 3ª      | 2 de agosto  | Viana do Castelo-Montalegre | 180       | David Belda            | Gustavo César Veloso |
| 4ª      | 3 de agosto  | Boticas-Mondim de Basto     | 192,5     | Edgar Pinto            | Gustavo César Veloso |
| 5ª      | 4 de agosto  | Alvarenga-Santo Tirso       | 161,3     | David Belda            | Gustavo César Veloso |
| 6ª      | 5 de agosto  | Oliveira do Bairro-Viseu    | 155       | Phil Bauhaus           | Gustavo César Veloso |
| 7ª      | 7 de agosto  | Belmonte-Alto da Torre      | 172,5     | Rui Sousa              | Gustavo César Veloso |
| 8ª      | 8 de agosto  | Sabugal-Castelo Branco      | 194       | Sergey Shilov          | Gustavo César Veloso |
| 9ª      | 9 de agosto  | Oleiros-Sertã               | 28,9      | Gustavo César Veloso   | Gustavo César Veloso |
| 10.ª    | 10 de agosto | Burinhosa (Pataias)-Lisboa  | 167,1     | Manuel Antonio Cardoso | Gustavo César Veloso |

## Clasificaciones finales

### Clasificación general
| Posición | Ciclista             | Equipo                   | Tiempo        |
| -------- | -------------------- | ------------------------ | ------------- |
|          | Gustavo César Veloso | OFM-Quinta da Lixa       | 42h 40min 23s |
| 2        | Rui Sousa            | Radio Popular-Onda       | a 1 min 45 s  |
| 3        | Delio Fernández      | OFM-Quinta da Lixa       | a 2 min 38 s  |
| 4        | Joni Brandão         | Efapel-Glassdrive        | a 2 min 54 s  |
| 5        | Edgar Pinto          | LA Aluminios-Antarte     | a 3 min 10 s  |
| 6        | Ricardo Vilela       | OFM-Quinta da Lixa       | a 4 min 38 s  |
| 7        | Víctor de la Parte   | Efapel-Glassdrive        | a 5 min 15 s  |
| 8        | Virgilio Santos      | Radio Popular-Onda       | a 6 min 42 s  |
| 9        | Amaro Antunes        | Banco BIC-Carmim         | a 7 min 04 s  |
| 10       | Sandro Pinto         | Louletano-Dunas Douradas | a 7 min 08 s  |

### Clasificación por puntos
| Posición | Ciclista             | Equipo                 | Puntos |
| -------- | -------------------- | ---------------------- | ------ |
|          | Davide Vigano        | Caja Rural-Seguros RGA | 100    |
| 2        | Gustavo César Veloso | OFM-Quinta da Lixa     | 90     |
| 3        | Manuel Cardoso       | Banco BIC-Carmim       | 81     |
| 4        | Filipe Cardoso       | Efapel-Glassdrive      | 73     |
| 5        | Delio Fernández      | OFM-Quinta da Lixa     | 60     |

### Clasificación de la montaña
| Posición | Ciclista             | Equipo               | Puntos |
| -------- | -------------------- | -------------------- | ------ |
|          | Antonio Carvalho     | LA Aluminios-Antarte | 81     |
| 2        | Gustavo César Veloso | OFM-Quinta da Lixa   | 46     |
| 3        | Edgar Pinto          | LA Aluminios-Antarte | 39     |
| 4        | Joni Brandão         | Efapel-Glassdrive    | 39     |
| 5        | Diego Ochoa          | 4-72 Colombia        | 36     |

### Clasificación de los jóvenes
| Posición | Ciclista             | Equipo                 | Tiempo         |
| -------- | -------------------- | ---------------------- | -------------- |
|          | David Rodrigues      | Selección de Portugal  | 42h 53min 03 s |
| 2        | Frederico Figueiredo | Radio Popular-Onda     | a 1 min 06 s   |
| 3        | Heiner Parra         | Caja Rural-Seguros RGA | a 7 min 43 s   |
| 4        | Joaquim Silva        | Selección de Portugal  | a 8 min 0 s    |
| 5        | Nikodemus Holler     | Stuttgart              | a 21 min 06 s  |

### Clasificación por equipos
| Posición | Equipo                 | Tiempo            |
| -------- | ---------------------- | ----------------- |
|          | OFM-Quinta da Lixa     | 128 h 07 min 46 s |
| 2        | Efapel-Glassdrive      | a 5 min 49 s      |
| 3        | Radio Popular-Onda     | a 11 min 07 s     |
| 4        | LA Aluminios-Antarte   | a 15 min 53 s     |
| 5        | Caja Rural-Seguros RGA | a 21 min 59 s     |

## Evolución de las clasificaciones
| Etapa (Vencedor)                       | Clasificación general | Clasificación de la montaña | Clasificación por puntos | Clasificación de los jóvenes | Clasificación por equipos |
| -------------------------------------- | --------------------- | --------------------------- | ------------------------ | ---------------------------- | ------------------------- |
| Prólogo (CRI) (Víctor de la Parte)     | Víctor de la Parte    | no se entregó               | no se entregó            | Rubén Fernández              | Efapel-Glassdrive         |
| 1.ª etapa (Phil Bauhaus)               | Víctor de la Parte    | Pablo Torres                | Phil Bauhaus             | Rubén Fernández              | Efapel-Glassdrive         |
| 2.ª etapa (Davide Vigano)              | Víctor de la Parte    | Antonio Carvalho            | Davide Vigano            | Rubén Fernández              | Efapel-Glassdrive         |
| 3.ª etapa (David Belda)                | Gustavo César Veloso  | Antonio Carvalho            | Davide Vigano            | Rubén Fernández              | Efapel-Glassdrive         |
| 4.ª etapa (Edgar Pinto)                | Gustavo César Veloso  | Antonio Carvalho            | Davide Vigano            | Rubén Fernández              | OFM-Quinta da Lixa        |
| 5.ª etapa (David Belda)                | Gustavo César Veloso  | Antonio Carvalho            | David Belda              | Rubén Fernández              | OFM-Quinta da Lixa        |
| 6.ª etapa (Phil Bauhaus)               | Gustavo César Veloso  | Antonio Carvalho            | Davide Vigano            | Rubén Fernández              | OFM-Quinta da Lixa        |
| 7.ª etapa (Rui Sousa)                  | Gustavo César Veloso  | Antonio Carvalho            | Davide Vigano            | Heiner Parra                 | OFM-Quinta da Lixa        |
| 8.ª etapa (Sergey Shilov)              | Gustavo César Veloso  | Antonio Carvalho            | Davide Vigano            | Heiner Parra                 | OFM-Quinta da Lixa        |
| 9.ª etapa (CRI) (Gustavo César Veloso) | Gustavo César Veloso  | Antonio Carvalho            | Gustavo César Veloso     | David Rodrigues              | OFM-Quinta da Lixa        |
| 10.ª etapa (Manuel Antonio Cardoso)    | Gustavo César Veloso  | Antonio Carvalho            | Davide Vigano            | David Rodrigues              | OFM-Quinta da Lixa        |
| Clasificación final                    | Gustavo César Veloso  | Antonio Carvalho            | Davide Vigano            | David Rodrigues              | OFM-Quinta da Lixa        |